# Pistolet maszynowy Carl Gustaf m/45
Carl Gustaf m/45 – szwedzki pistolet maszynowy skonstruowany w końcowym okresie II wojny światowej.

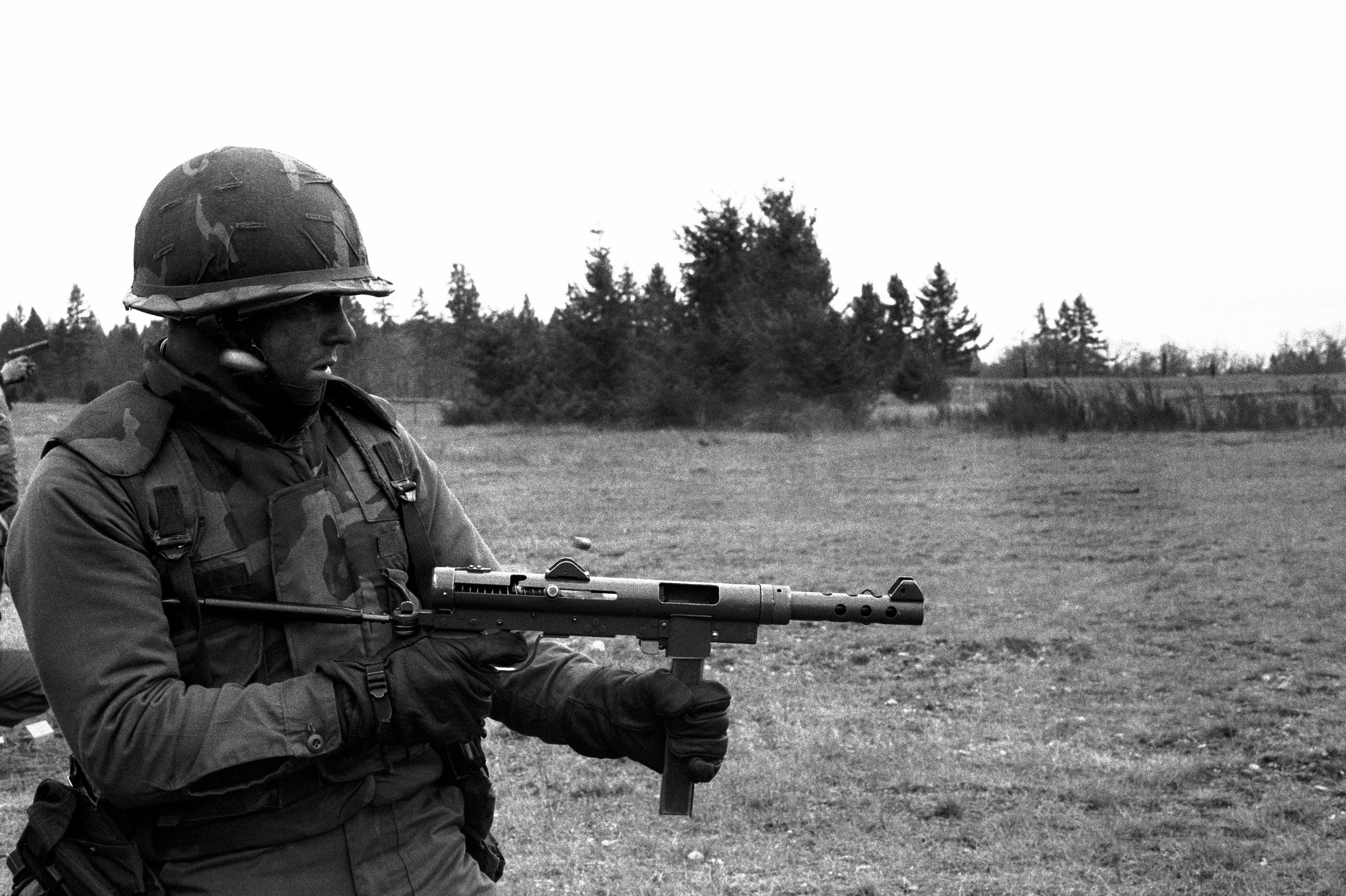
Amerykański żołnierz z pistoletem maszynowym m/45

## Historia konstrukcji
Przed drugą wojną światową armia szwedzka, podobnie jak większość armii świata, nie miała na uzbrojeniu pistoletu maszynowego. Dopiero w 1937 roku zakupiono małą liczbę pistoletów maszynowych Suomi. Zostały one wyprodukowane w szwedzkich zakładach Husqvarna Vapenfabrik AB i przyjęte do uzbrojenia jako Kulsprutepistol m/37 (Kpist m/37). Suomi w wersji szwedzkiej strzelał przepisowym szwedzkim nabojem pistoletowym 9 × 20 mm SR Browning Long. Po przyjęciu w 1939 roku do uzbrojenia pistoletu m/39 (niemiecki Walther P 38) i naboju 9 x 19 mm Parabellum do uzbrojenia przyjęto pistolet maszynowy m/37-39 (Suomi ze skróconą lufą, kalibru 9 × 19 mm Parabellum).
Zaostrzająca się sytuacja międzynarodowa sprawiła, że postanowiono zakupić większe partie pistoletów maszynowych. Tymczasem wybuchła wojna zimowa i produkowane przez Husqvarnę Suomi były wysyłane do Finlandii. Próbowano więc zakupów zagranicznych. Jako pierwsze zakupiono niemieckie MP35 (jako Kpist m/39), ale dostawy tych pistoletów maszynowych zostały szybko wstrzymane przez Niemców. Później zakupiono w USA Thompsony M1928 (Kpist m/40), ale wkrótce dostawy także zostały zatrzymane.
Po zakończeniu wojny zimowej możliwe stały się znowu dostawy pistoletów maszynowych m/37-39, ale coraz bardziej widoczne było, że Suomi jest bronią przestarzałą, drogą i skomplikowaną w produkcji. Kiedy w 1941 roku Finlandia znowu znalazła się w stanie wojny ze Związkiem Radzieckim i ponownie zarezerwowała całą produkcję Husqvarny, podjęto decyzję o rozpoczęciu prac nad nowym pistoletem maszynowym.
Za najlepsze konstrukcje zagraniczne uznano niemieckiego MP40 i angielskiego STENa. Na początku 1943 roku zamówiono po sześć egzemplarzy tych pistoletów maszynowych. Po badaniach uznano, że optymalna konstrukcja będzie łączyła ogólny układ i mechanizm spustowy MP40 z prostotą konstrukcyjną STENa.
W 1944 roku rozpoczęto próby prototypów skonstruowanych w firmach Husqvarna Vapenfabrik AB (HVA czyli Hovea) i Carl Gustaf Stads Gevärfaktori. Pierwsza przedstawiła konstrukcję oznaczoną jako Hovea fm/44, druga Carl Gustaf fm/1944. Po próbach do uzbrojenia przyjęto w 1945 roku konstrukcję zakładów Carl Gustaf która otrzymała oznaczenie Kulsprutepistol m/45.
W następnych latach pistolety maszynowe m/45 zastępowały m/37-39 w uzbrojeniu szwedzkich żołnierzy. Jednocześnie trwało stałe doskonalenie konstrukcji.
Początkowo m/45 był zasilany ze standardowych magazynków czterorzędowych (wprowadzonych do uzbrojenia razem z m/37-39), ale wkrótce uznano je za niepraktyczne i postanowiono wprowadzić nowe magazynki pudełkowe. Nowe magazynki pojawiły się w 1948 roku i wkrótce okazało się, że jeśli nadal magazynek ma służyć za przedni chwyt, należy wzmocnić jego mocowanie. Ponieważ chciano zachować możliwość zasilanie z magazynków czterorzędowych, skonstruowano specjalną prowadnicę montowaną na gnieździe magazynka. Stosowana wraz z magazynkiem pudełkowym zapewniała jego pewne mocowanie. Jeśli do zasilania miały być stosowane szersze magazynki czterorzędowe prowadnicę demontowano (była mocowana przy pomocy drucianej klamry).
W 1955 roku po wycofaniu z uzbrojenia Suomi i magazynków czterorzędowych prowadnicę magazynka zaczęto mocować na stałe, jednocześnie wprowadzono kilka drobnych zmian w budowie broni. Zmodernizowaną konstrukcję oznaczono jako Kpist m/45B. Pojawiła się także wersja posiadająca podstawę bagnetu (Kpist m/45C). Rozpoczęto też produkcję wersji przeznaczonych dla policji – m/45BE i m/45BET.
Po 1964 roku i wprowadzeniu do uzbrojenia karabinu G3 (jako Ak4) produkcję m/45 wstrzymano. Jednocześnie większość pistoletów maszynowych znajdujących się w jednostkach zastępowano karabinami Ak4. Wycofywane z uzbrojenia pistolety maszynowe sprzedawano za granicę. Do pierwszych nabywców należały Chile (głównie wersja m/45BE), Indonezja i Irlandia.
Sporo pistoletów maszynowych m/45 zakupiła CIA, która potrzebowała prostej w obsłudze i taniej broni dla tworzonych w Wietnamie grup samoobrony CIDG. Egzemplarze zakupione przez CIA były używane jako Swedish K. Amerykanie przebudowali też część z zakupionych kilku tysięcy m/45 na wersję wytłumioną (z integralnym tłumikiem dźwięku). Po zwiększeniu liczby amerykańskich żołnierzy w Wietnamie w 1964 roku rząd szwedzki odmówił sprzedaży następnych partii m/45. Amerykanie początkowo próbowali skopiować szwedzką konstrukcję (S&W Model 76), żeby ostatecznie zastąpić ją pistoletem maszynowym MAC 10.
Tymczasem pojawił się nowy kupiec. Egipt początkowo kupował wycofywane z uzbrojenia m/45, żeby w końcu odkupić od zakładów Carl Gustaf linię produkcyjną pistoletów maszynowych m/45. W połowie lat sześćdziesiątych w Egipcie rozpoczęto produkcję pistoletów maszynowych m/45 pod nazwą Port Said. Po wprowadzeniu do uzbrojenia karabinu AK produkcję Port Saida wstrzymano pod koniec lat 60. W latach 70. opracowano w Egipcie skróconą wersję m/45 oznaczoną jako Akaba. Wersja ta nie była zbyt udana i szybko zaprzestano produkcji.
Obecnie pistolety maszynowe m/45 nadal pozostają na uzbrojeniu jednostek rezerwowych szwedzkiej armii. W niewielkiej liczbie trafiły do Sił Zbrojnych Ukrainy podczas odpierania rosyjskiej inwazji w 2022 roku.

## Wersje
- m/45 – pierwsza wersja seryjna. Demontowalna prowadnica magazynka.
- m/45B – zmodernizowana wersja ze stałą prowadnicą magazynka.
- m/45C – wersja z zaczepem bagnetu. Poza tym identyczna z m/45B.
- m/45BE – wersja policyjna. Posiada przełącznik rodzaju ognia (ogień pojedynczy – serie). Część egzemplarzy posiada specjalną kolbę umożliwiającą strzelanie policjantowi z założonym hełmem kuloodpornym z przyłbicą.
- m/45BET – policyjny granatnik służący do miotania granatów z gazem łzawiącym. Na końcu lufy nakręcony garłacz. Wersja wyposażona w specjalny celownik ramkowy dostosowany do balistyki granatów.
- Swedish K (wytłumiony) – opracowana w USA wersja wytłumiona przeznaczona dla US Special Forces.
- Port Said – egipska wersja licencyjna identyczna z m/45.
- Akaba – opracowana w Egipcie wersja skrócona. Poza skróceniem kolby broń pozbawiono osłony lufy (muszka znajdowała się na przedniej części komory zamkowej) i zastosowaniem celownika stałego przerzutowego, zastosowano nową kolbę podobną do zastosowanej w M3.

## Opis konstrukcji
Pistolet maszynowy m/45 był indywidualną bronią samoczynną. Automatyka była oparta na zasadzie odrzutu swobodnego zamka. Ryglowanie odbywa się masą swobodnego zamka, podpartego sprężyną powrotną. Strzelanie z zamka otwartego seriami. Mechanizm spustowy umożliwia strzelanie tylko ogniem ciągłym. Zasilanie jest z magazynka pudełkowego o pojemności 36 nabojów, rozmieszczonych w szachownicę. Przyrządy celownicze składają się z muszki w osłonie i celownika przerzutowego (nastawy 100, 200 i 300 m). Lufa w osłonie. Kolba metalowa składana na prawy bok broni.

## Dane taktyczno-techniczne
| Wzór                                    | m/45                 | Swedish K (wytłumiony) | Akaba                |
| Nabój                                   | 9 × 19 mm Parabellum | 9 × 19 mm Parabellum   | 9 × 19 mm Parabellum |
| Masa broni niezaładowanej (kg)          | 3,35                 | 3,8                    | 2,9                  |
| Długość broni z kolbą rozłożoną (mm)    | 808                  | 978                    | 737                  |
| Długość broni z kolbą złożoną (mm)      | 550                  | 720                    | 482                  |
| Długość lufy (mm)                       | 212                  | 212                    | 150                  |
| Długość linii celowniczej (mm)          | 360                  | 530                    | 300                  |
| Szybkostrzelność teoretyczna (strz/min) | 600                  | 600                    | 600                  |